# Sommet de Camp David II
Ne doit pas être confondu avec Accords de Camp David.
Le sommet pour la Paix au Proche-Orient de Camp David (parfois surnommé Camp David II) se tient en juillet 2000 dans la résidence de Camp David en présence de Bill Clinton, président des États-Unis, de Ehoud Barak, Premier ministre de l'État d'Israël et de Yasser Arafat, président de l'Autorité palestinienne. C'est l'une des tentatives diplomatiques pour mettre un terme au conflit israélo-palestinien, problème clé du plus large conflit israélo-arabe.
Pour une lecture chronologique du processus de paix, lire l'article général Conflit israélo-palestinien.

## Contexte diplomatique
Le 5 juillet 2000, Bill Clinton invite les deux dirigeants à poursuivre les discussions de paix sur le lieu des négociations des précédents accords de Camp David de 1978, qui avaient établi la paix entre Israël et l'Égypte. Le sommet se déroule du 11 au 25 juillet mais ne permet pas aux deux parties de trouver de compromis.

## Principes retenus
Toutefois, le rapport final de ces entretiens tripartites fait état des principes convenus pour mener les futures négociations :
- la recherche d'une solution juste et durable à des décennies de conflit, sur la base des résolutions 242 (1967) et 338 (1973) du Conseil de sécurité de l'ONU.
- l'engagement à résoudre tous les problèmes existants le plus rapidement possible et à créer un environnement propice à des négociations sans pression, ni intimidation, ni menace de violence.
- la compréhension que les deux parties devraient s'abstenir de prendre des actions qui prédisposeraient unilatéralement des termes des futurs accords.
- la perception des États-Unis comme un partenaire essentiel à la conduite du processus de paix, incarné alors en la personne du président Bill Clinton et de la secrétaire d’État Madeleine Albright.

## L’impasse des négociations
Les trois principaux obstacles à un accord furent :
1. un désaccord sur les concessions territoriales d'Israël. Malgré les termes discutables de la résolution 242 (1967) sur l'ampleur du retrait après la guerre des Six Jours, les négociateurs palestiniens avaient accepté la ligne verte comme frontière de la Cisjordanie lors des accords d'Oslo de 1993. Or, Barak et Clinton proposaient qu'Israël annexe 9 à 10 % de la Cisjordanie en échange de la même superficie dans le Néguev israélien et maintienne temporairement une zone intermédiaire sous contrôle de Tsahal ainsi qu'une bande sur 15 % de la longueur du fleuve du Jourdain. La Cisjordanie aurait ainsi eu une continuité territoriale mais certaines routes existantes entre des blocs de population palestinienne auraient dû être bloquées à cause des annexions proposées. Arafat rejeta ce point sans faire de contre-proposition[1]. Cette représentation cartographique des propositions israéliennes, diffusée par l'Autorité Palestinienne et popularisée par Le Monde diplomatique a cependant été contestée par les négociateurs israéliens, indiquant qu'elle ne reflète que la position initiale et pas la proposition finale[2].
2. le statut final de Jérusalem et de l'esplanade des mosquées/mont du Temple. Il  fut proposé aux Palestiniens  une souveraineté sur les quartiers arabes extérieurs de Jérusalem Est. Ces quartiers ne faisant pas partie de la municipalité de Jérusalem avant 1967 et une souveraineté sur les quartiers chrétien et musulman de la vieille ville. Par contre, Israel n'offrait qu'une autonomie sur les quartiers intérieurs de la ville tout en gardant la souveraineté sur les quartiers juifs de Jérusalem Est. Sur l'Esplanade des Mosquées/Mont du Temple, Clinton proposa plusieurs formules qui allaient de la garde des mosquées à la souveraineté palestinienne sur la surface, Israel gardant la souveraineté dans le sous sol. Les Palestiniens refusaient catégoriquement tout partage de souveraineté sur le lieu saint. Selon les Israéliens, accepter une souveraineté totale aurait signifié pour les Juifs la perte de l'accès au mont du Temple et au mur occidental (mur des Lamentations) qui lui est attenant. D'après les récits des ambassadeurs de la délégation américaine Dennis Ross et Robert Malley, Yasser Arafat prétendit au cours de cette discussion que le Temple de Salomon n'avait jamais été à Jérusalem mais à Naplouse en Cisjordanie.
3. le problème des réfugiés et leur droit au retour. Les Palestiniens mirent en avant le fait qu'aucune solution n'était proposée pour ce problème essentiel à l'instauration d'une paix durable. Ils précisèrent que les Israéliens avaient été en partie responsables de ce problème. Les négociateurs israéliens répliquèrent qu'un nombre semblable de réfugiés juifs avaient également été poussés à fuir les pays arabes depuis 1948 sans être dédommagés. Ils exclurent la possibilité d'un « droit au retour » pour les réfugiés palestiniens dont la démographie aurait menacé le caractère juif de l'État d'Israël. Israël acceptait néanmoins un retour de 10 000 à 30 000 réfugiés palestiniens en Israël sur dix ans pour raisons humanitaires[3].

## Responsabilité de l’échec des discussions
À l'issue du sommet, chacun des deux partis rejeta la responsabilité de l'échec des discussions. Les Palestiniens considérèrent qu'Israël ne leur avait pas proposé assez, tandis que les Israéliens clamèrent qu'ils ne pouvaient pas raisonnablement offrir davantage. Aux États-Unis comme en Israël, l'échec fut largement attribué à Yasser Arafat qui, pour eux, avait quitté la table des négociations sans faire de contre-proposition. Bill Clinton évoqua plus tard son « regret que Yasser Arafat ait raté l'opportunité de faire exister sa nation ». Nabil Amr, ancien ministre de l'Autorité palestinienne accusa également Arafat d'être responsable de l'échec des discussions. Selon son ancien garde du corps, Mouhmad El-Daya, Arafat refusa toute négociation sur la question de Jérusalem car il craignait de se faire assassiner. Par contre, l'Europe et les pays arabes considérèrent que les torts étaient partagés.
Dans une tribune du New York Times datant de juillet 2001, Robert Malley, ancien conseiller de Bill Clinton pour les affaires israélo-arabes déclara que Yasser Arafat n'était pas l'unique responsable de l'échec des négociations. Présent à Camp David, il affirma que la proposition d'Ehoud Barak à Yasser Arafat, prétendument généreuse comme la décrivait l'opinion israélienne et américaine, était en réalité un mythe. L'ex président américain Bill Clinton, dans une déclaration du 14 mai 2016 au Ashe Power House Theater de Nouvel-Orléans, a insisté sur la responsabilité palestinienne dans l'échec des négociations de paix,,.
Les négociations se poursuivirent, cependant, en janvier 2001, lors du sommet de Taba.
Pour une lecture chronologique du processus de paix, lire l'article général Conflit israélo-palestinien.